# Fraxinus angustifolia
Fraxinus angustifolia, conhecido por freixo-de-folha-estreita, é uma espécie de planta com flor pertencente à família Oleaceae. 
A autoridade científica da espécie é Vahl, tendo sido publicada em Enumeratio Plantarum...1: 52. 1804.

## Portugal
Trata-se de uma espécie presente no território português, nomeadamente os seguintes táxones infraespecíficos:
- Fraxinus angustifolia subsp. angustifolia - presente em Portugal Continental. Em termos de naturalidade é nativa da região atrás referida. Não se encontra protegida por legislação portuguesa ou da Comunidade Europeia.